# 2013年の鉄道
2013年の鉄道（2013ねんのてつどう）とは、2013年（平成25年）に起こった鉄道関係の出来事をまとめたページである。
2012年の鉄道 - 2013年の鉄道 - 2014年の鉄道

## 出来事の一覧

### 1月
- 1月1日
  - （事業者名変更） 神戸すまいまちづくり公社←神戸市都市整備公社
- 1月12日
  - BTS
    - （延伸開業）バンコク・スカイトレイン シーロム線 ウォンウィアン・ヤイ駅 - ポーニミット駅[1]
- 1月31日
  - JRグループ
    - （システム終了）プッシュホン予約

### 2月
- 2月14日
  - BTS
    - （延伸開業）バンコク・スカイトレイン シーロム線 ポーニミット駅 - タラートプルー駅[1]

- 2月16日・17日
  - 名古屋臨海高速鉄道

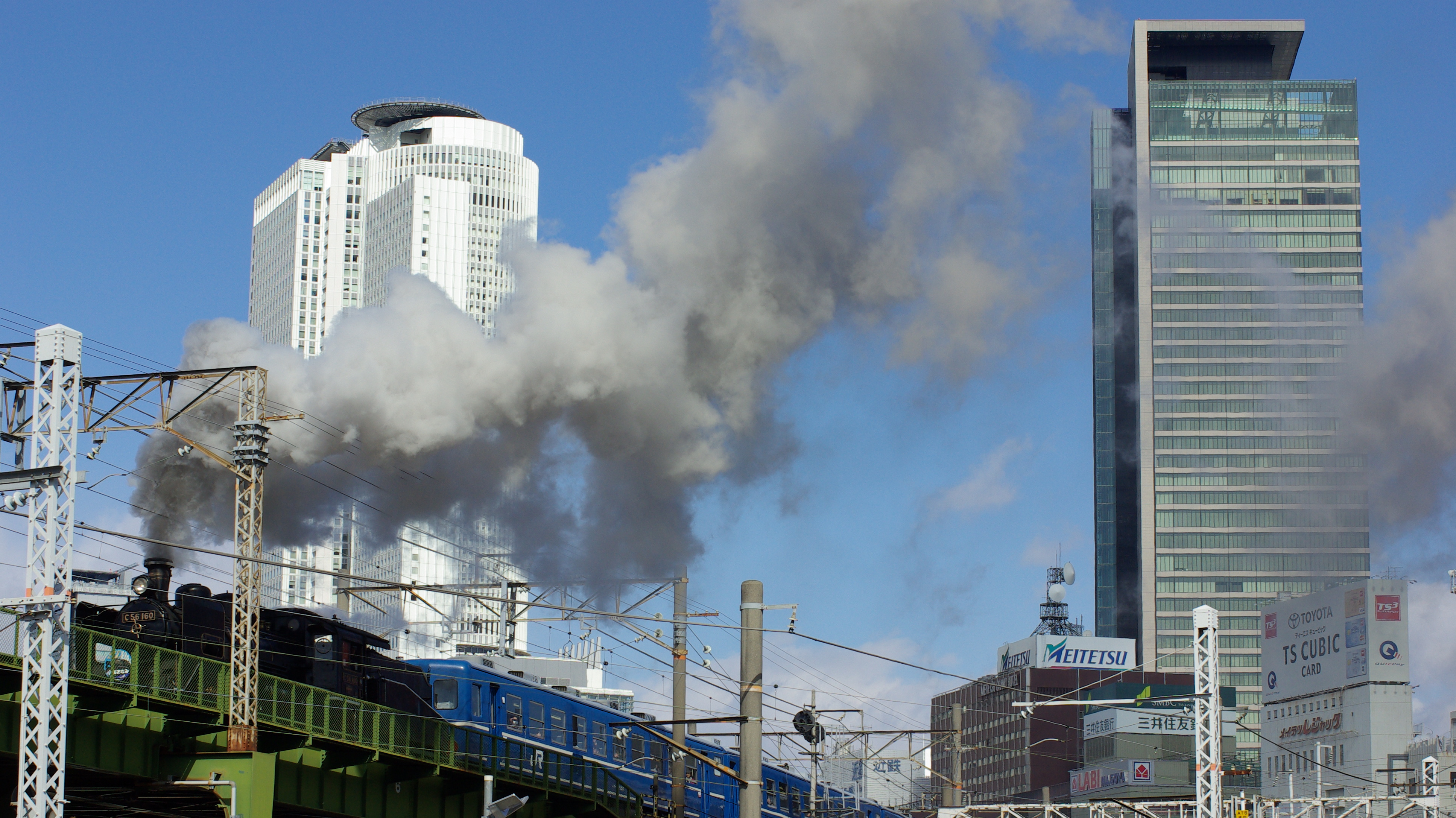
試験運行として名古屋市内を走るC56形蒸気機関車（2013年2月16日）

    - （試験運行）あおなみ線でSL（C56形160号機）試験運行
- 2月28日
  - 神戸電鉄
    - （駅廃止）有馬線 新有馬駅（1975年6月15日から休止）

### 3月
- 3月2日
  - 東日本旅客鉄道[2]
    - （BRT運行開始）大船渡線 気仙沼駅 - 盛駅
    - （新駅開業）  長部駅 （大船渡線 鹿折唐桑 - 陸前高田間）
    - （新駅開業）  高田病院駅 （大船渡線 陸前高田 - 脇ノ沢間）

  - メトロ・ブレシア
    - （新規開業）  ブレシア地下鉄プレアルピーノ - サンテウフェーミア間(13.7km)
- 3月16日
  - 東日本旅客鉄道
    - （駅廃止）  只見線 田子倉駅
    - （臨時駅化）  只見線 柿ノ木駅 （定期列車の停車なし）
    - （ホーム新設）  東北貨物線 浦和駅 （湘南新宿ラインの電車が停車）

  - 日本貨物鉄道
    - （新駅開業）  吹田貨物ターミナル駅（東海道本線 岸辺 - 吹田間・現在の吹田信号場の場所に新設）
    - （駅名改称） 百済貨物ターミナル駅 ← 百済駅（関西本線）

  - 錦川鉄道
    - （駅名改称） 清流新岩国駅 ← 御庄駅（錦川清流線）

  - 東京急行電鉄
    - （地下化） 東横線 渋谷駅 - 代官山駅 (1.5km)[3]

  - 西武鉄道・東京急行電鉄・東京地下鉄・東武鉄道・横浜高速鉄道
    - （相互直通運転開始） みなとみらい線・東横線 - 副都心線・西武有楽町線・池袋線・東上本線[4][5][3][6][7][8]

  - 東京急行電鉄・東京地下鉄
    - （相互直通運転終了） 東横線 - 日比谷線[3]

  - 東京地下鉄・東京都交通局
    - （乗換駅指定） 日比谷線秋葉原駅・都営地下鉄新宿線岩本町駅[9]
- 3月21日
  - 近畿日本鉄道
    - （ダイヤ改正） 50000系電車が特急「しまかぜ」として運転開始
- 3月23日
  - ICカード導入各社
    - （相互利用開始） Suica・PASMO・Kitaca・TOICA・ICOCA・SUGOCA・nimoca・はやかけん・manaca・PiTaPa[10]（交通系ICカード全国相互利用サービス）

  - 小田急電鉄
    - （地下化） 小田原線 代々木上原駅 - 梅ヶ丘駅 (2.2km)[11][12]
- 3月31日
  - JRグループ
    - （販売終了） オレンジカード
    - （発売終了） 周遊きっぷ

  - 熊本電気鉄道
    - （駅名改称） 熊本高専前駅 ← 電波高専前駅 （菊池線）[13]

### 4月
- 4月1日
  - 日本貨物鉄道
    - （駅廃止）  梅田駅

  - 名古屋ガイドウェイバス
    - （駅名改称） 金屋駅 ← 守山市民病院駅（ガイドウェイバス志段味線）[14]

  - 信楽高原鐵道
    - （事業構造の変更）  第二種鉄道事業者←第一種鉄道事業者

  - 甲賀市
    - （鉄道事業開始）  信楽線 貴生川駅-信楽駅 (14.7km) 第三種鉄道事業者 （第二種鉄道事業者は信楽高原鐵道）

  - 岳南鉄道
    - （子会社への事業譲渡） 岳南電車←岳南鉄道[15]

  - 天竜浜名湖鉄道
    - （駅名改称） 常葉大学前駅 ← 浜松大学前駅（天竜浜名湖線）
- 4月2日
  - Ouigo
    - （列車運行開始） TGVの廉価版Ouigo
- 4月26日
  -  龍仁軽電鉄
    - （新規開業）器興駅 - 前垈・エバーランド駅

### 5月
- 5月1日
  - 
    - （新規開業）オランLRT（フランス語版）
- 5月5日
  -  北京地下鉄
    - （延伸開業）北京地下鉄10号線 西局駅 - 首経貿駅
    - （新規開業）北京地下鉄14号線 西局駅 - 張郭莊駅
- 5月17日
  - 富山地方鉄道（富山軌道線）
    - （新駅開業）  中町（西町北）停留場（なかまち にしちょうきた） （本線 西町 - 荒町間）[16]

### 6月
- 6月4日
  - 成都軌道交通
    - （新規開業） 成都地下鉄2号線 : 茶店子客運站駅 - 犀浦駅
- 6月18日
  - スペイン国鉄
    - （開業） アルバセテ～アリカンテ間高速新線
- 6月22日
  - 札幌市交通局（市電山鼻線）
    - （ICカード導入・片利用開始） SAPICA Kitaca・Suica・PASMO・TOICA・ICOCA・SUGOCA・nimoca・はやかけん・manaca・PiTaPaとの相互利用を開始 [17]。

### 7月
- 7月1日
  - 中国鉄路総公司[18]
    - （新規開業） 杭甬旅客専用線 杭州東駅 - 寧波駅
    - （新規開業） 寧杭旅客専用線 南京南駅 - 杭州東駅
- 7月13日
  - 東日本旅客鉄道
    - （新駅・臨時駅開業） 奇跡の一本松駅（大船渡線 長部 - 陸前高田間）[19]
- 7月27日
  - 弘南鉄道
    - （新駅開業）  田んぼアート駅 （弘南線 田舎館 - 尾上高校前間）

### 8月
- 8月29日
  - 東海旅客鉄道
    - （全線開業） JRリニア山梨実験線 (24.4km)[20]

### 9月
- 9月15日
  -  西安地下鉄
    - （新規開業）西安地下鉄1号線 後衛寨駅 - 紡織城駅
- 9月26日
  - 南昌鉄路局
    - （開業）  向莆高速鉄道（中国語版）（福州 - 南昌、総延長632km）

  -  ハルビン地下鉄
    - （新規開業）ハルビン地下鉄1号線 哈東駅 - 哈南駅
- 9月28日
  - 東日本旅客鉄道
    - （新駅開業）  碁石海岸口駅（大船渡線 小友 - 細浦間）[19]

### 10月
- 10月1日
  - （事業者名変更） 株式会社横浜シーサイドライン ← 横浜新都市交通株式会社
- 10月8日
  - 台湾高速鉄道
    - （運賃改定） 開業以来初めて最大9.6%引き上げられる。
- 10月15日
  - 九州旅客鉄道
    - （列車運行開始） クルーズトレイン「ななつ星 in 九州」
- 10月29日
  - 
    - （開通） ボスポラス海峡横断地下鉄開通

### 11月
- 11月10日
  - 北海道旅客鉄道
    - （駅休止） 竜飛海底駅（海峡線）[21][22]
- 11月24日
  - 台北捷運公司
    - （新規開業） 台北捷運信義線 中正記念堂駅－象山駅
- 11月30日
  - 東日本旅客鉄道
    - （営業終了） 奇跡の一本松駅（大船渡線）[23]

  - KORAIL
    - （延伸開業） 盆唐線 網浦 - 水原

### 12月
- 12月1日
  - 津秦高速鉄道
    - （開業）天津 - 秦皇島
- 12月5日
  - BTS
    - （延伸開業）バンコク・スカイトレイン シーロム線 タラートプルー駅 - バーンワー駅[24]
- 12月15日
  - 高松琴平電気鉄道
    - （新駅開業） 綾川駅（琴平線 陶 - 滝宮間）[25]

  - フランス国鉄,スペイン国鉄
    - （開業） TGVパリ - バルセロナ直通運行開始
- 12月21日
  - 阪急電鉄[26][27]
    - （新駅開業） 西山天王山駅 （京都本線 大山崎 - 長岡天神間）
    - （駅名改称） 神戸三宮駅 ← 三宮駅（神戸本線・神戸高速線）
    - （駅名改称） 服部天神駅 ← 服部駅（宝塚本線）
    - （駅名改称） 中山観音駅 ← 中山駅（宝塚本線）
    - （駅名改称） 松尾大社駅 ← 松尾駅（嵐山線）
- 12月22日
  - シンガポール陸上交通庁
    - （開業） MRTダウンタウン線：ブギス駅 - チャイナタウン駅
- 12月26日
  - 富山地方鉄道
    - （新駅開業） 新相ノ木駅（本線 相ノ木駅 - 上市駅間）[28][29][30]
- 12月28日
  - 中国鉄路総公司
    - （新線開業）廈深線、西宝線、渝利線、衡柳線、欽防線、柳南客専用線

  - 北京地下鉄
    - （延伸開業） 8号線：鼓楼大街 - 中国美術館、朱辛荘 - 回龍観東大街

  - 上海軌道交通
    - （開業） 12号線：金海路 - 天潼路

  - 広州地下鉄
    - （開業） 6号線：潯峰崗 - ? (24.5km?)

  - 武漢地下鉄
    - （開業） 4号線：武漢駅 - 武昌駅

  - 鄭州地下鉄
    - （開業） 1号線：西流湖駅 - 市体育中心駅

## 主なダイヤ改正

### 2月
- 2月22日
  - 京王電鉄[31]
  - 東京都交通局（都営地下鉄新宿線）[32]

### 3月
- 3月16日
  - JR東日本[33]
  - JR東海[34]
  - JR西日本[35]
  - JR四国[36]
  - JR九州[37]
  - JR貨物[38]
  - 京阪電気鉄道（大津線系統を除く）[39]
  - 西武鉄道（多摩川線を除く）[5]
  - 東京急行電鉄（池上線、世田谷線を除く）[3][40]
  - 東京地下鉄（日比谷線、千代田線、有楽町線、半蔵門線、南北線、副都心線）[6][41]
  - 東武鉄道[42][7][43]
  - 横浜高速鉄道[8]
  - 埼玉高速鉄道[44]
  - 東京都交通局（都営地下鉄三田線）[45]
  - 小田急電鉄（千代田線直通列車および特急「あさぎり」）[46]
  - 愛知高速交通（リニモ）[47]
  - 平成筑豊鉄道[48]
  - 三陸鉄道（北リアス線）[49]
  - 秩父鉄道[50]
  - 鹿島臨海鉄道[51]
  - わたらせ渓谷鐵道[52]
  - 富士急行[53]
  - 愛知環状鉄道[54]
  - 北近畿タンゴ鉄道[55]
  - 仙台空港アクセス線[56]
  - 銚子電気鉄道[57]
  - しなの鉄道[58]
  - 伊勢鉄道[59]
  - 岳南鉄道
  - いすみ鉄道[60]
  - 上田電鉄[61]
  - 水島臨海鉄道[62]
- 3月17日
  - 近畿日本鉄道（けいはんな線、内部線、八王子線、生駒鋼索線を除く）[63]
  - 三岐鉄道（三岐線）[64]
  - 伊賀鉄道 [65]
  - 養老鉄道 [66]
- 3月23日
  - 小田急電鉄[46]
  - 大阪市交通局（堺筋線を除く市営地下鉄・ニュートラム各線）[67]
  - 近畿日本鉄道（けいはんな線）[68]

### 4月
- 4月1日
  - 名古屋鉄道（築港線） - 詳細は「2005年からの名古屋鉄道ダイヤ改正」を参照

### 5月
- 5月4日
  - 横浜市営地下鉄ブルーライン[69]
- 5月17日
  - 富山地方鉄道富山軌道線[70]

### 7月
- 7月29日
  - 神戸電鉄[71]

### 9月
- 9月28日
  - JR東日本(主に新潟地区と新幹線)[72]

### 10月
- 10月26日
  - 京成電鉄[73]
  - 京浜急行電鉄[74]
  - 北総鉄道
  - 芝山鉄道
  - 東京都交通局（都営地下鉄浅草線）[75]
  - 南海電気鉄道（高野線）[76]
  - 大阪府都市開発（泉北高速鉄道線）[77]

### 11月
- 11月1日
  - JR北海道[78]
  - 東京地下鉄（銀座線、丸ノ内線）[79]

### 12月
- 12月2日
  - 東京地下鉄（東西線）[79]
- 12月14日
  - 東京都交通局（日暮里・舎人ライナー）[80]
- 12月15日
  - 高松琴平電気鉄道（※綾川駅の開業）[81]
- 12月21日
  - 阪急電鉄（京都線系統 ※西山天王山駅の開業）[82]
  - 大阪市交通局（地下鉄堺筋線）[83]
- 12月26日
  - 富山地方鉄道（※新相ノ木駅の開業）[84]

## 災害・不通・事故・事件など
東日本大震災に関するものは東日本大震災による鉄道への影響も参照。

### 1月
- 1月1日
  - 江ノ島電鉄
    - （災害・一時不通） 江ノ島電鉄線 稲村ヶ崎駅 - 鎌倉駅（極楽寺駅構内で発生した土砂崩れの影響で同日午前5時過ぎから午後8時過ぎまで不通）[85]
- 1月3日
  - 北海道旅客鉄道
    - （災害・不通） 留萌本線 深川駅 - 増毛駅 (66.8km) （降雪のため）[86]
- 1月8日
  - 北海道旅客鉄道
    - （運転再開） 留萌本線 深川駅 - 留萌駅 (50.1km) （降雪のため1月3日から不通）[86]
- 1月12日
  - 三岐鉄道
    - （運転再開） 三岐線 東藤原駅 - 西藤原駅 (3.4km) （東藤原駅でのインシデントおよびそれに伴う軌道改修のため2012年6月27日から不通）[87]
- 1月17日
  - 北海道旅客鉄道
    - （運転再開） 留萌本線 留萌駅 - 増毛駅 (16.7km) （降雪のため1月3日から不通）[88]

### 2月
- 2月5日
  - 三岐鉄道
    - （書類送検） 2012年11月8日の三岐線三里駅構内脱線事故で運転士を書類送検[89]。
- 2月7日
  - 京阪電気鉄道
    - （事故・一時不通） 京津線 上栄町駅 - 浜大津駅で大津発京都市役所前行（4両編成）がレールの摩耗など複合的な要因により脱線（翌8日午後まで不通）[90]。
- 2月8日
  - 東日本旅客鉄道
    - （事故・一時不通） 大湊線 野辺地駅 - 大湊駅 (58.4km)（線内で発生した脱線事故のため9日まで不通）[91]
- 2月12日
  - 山陽電気鉄道
    - （事故・一時不通） 本線 東二見駅 - 飾磨駅 (23.6km)（荒井駅付近でトレーラーと接触し脱線事故のため13日まで不通）[92]。
- 2月17日
  - 東海旅客鉄道
    - （運転見合わせ） 東海道新幹線 浜松駅 - 豊橋駅、東海道本線 浜松駅 - 舞阪駅（浜松工場内で不発弾処理のため8:30から9:45(JST)まで運転を見合わせ）[93][94]

### 3月
- 3月2日
  - 東日本旅客鉄道
    - （事故・不通）秋田新幹線（奥羽本線）（神宮寺駅 - 刈和野駅間で、下り「こまち25号」の先頭車両が脱線。）[95]。
- 3月8日
  - 東京地下鉄
    - （事件）六本木駅で収受した運賃の着服が発覚[96]。
- 3月9日
  - 大阪市交通局
    - （不祥事）交通局鉄道事業本部電気部電気管理事務所の副所長が酒気帯び運転で検挙、3月28日に停職1年の懲戒処分[97]。
- 3月12日
  - 近畿日本鉄道
    - （インシデント）近鉄京都線山田川駅の停車を失念先の踏切を遮断機を降下しないまま通過[98]。
- 3月16日
  - 東日本旅客鉄道
    - （運転再開） 常磐線 浜吉田駅 - 亘理駅 (5.0km) （東日本大震災のため2011年3月11日から不通）[99][100]
    - （運転再開） 石巻線 渡波駅 - 浦宿駅 (6.5km) （東日本大震災のため2011年3月11日から不通）[100][101]

  - 大阪市交通局
    - （不祥事） 交通局鉄道事業本部車両部森之宮車両管理事務所鶴見検車場の職員が公然わいせつの容疑により逮捕の不祥事、4月15日に停職6ケ月の懲戒処分[102]。

### 4月
- 4月3日
  - 三陸鉄道
    - （運転再開） 南リアス線 盛駅 - 吉浜駅 (21.6km) （東日本大震災のため2011年3月11日から不通）[103][104]
- 4月5日
  - 大阪市交通局
    - （不祥事）天王寺駅の階段で職員2名が喫煙、処分は未定[105]。
- 4月6日
  - 東日本旅客鉄道
    - （事故・不通）信越本線妙高市で列車が脱線（低気圧の影響で土砂崩れに乗り上げ）[106]。

### 5月
- 5月6日
  - 大阪市交通局
    - （事件）森之宮検車場にて入庫車両（中央線20系4両）に落書き[107]。
- 5月19日
  - 京阪電気鉄道
    - （事故・一時不通） 浜大津駅構内において、近江神宮前行普通電車が赤信号を冒進し、自動列車停止装置(ATS)が作動して停車したが、運転士が運転指令に連絡せずにATSを解除して発車したため分岐器を破損。石山坂本線は約1時間20分、京津線は約2時間20分運転を見合わせた[108]。
- 5月28日
  - 神戸電鉄
    - （事故・一時不通） 有馬口駅の北約50m付近にある三田方面と有馬温泉方面との分岐地点にて、新開地発道場南口行下り普通電車5000系4両編成が、前から2両目の前方車輪が進行方向右側に脱線、1両目も連結が離れた。谷上 - 道場南口間、有馬口 - 有馬温泉間などが上下線とも5月31日まで運転を見合わせ、計1011本が運休、21万1000人に影響が出た。[109]。

### 6月
- 6月4日
  - 東日本旅客鉄道
    - （運転見合わせ）東北・上越・長野・山形・秋田新幹線、京浜東北線、湘南新宿ライン（東京都北区西ヶ原で不発弾処理のため 11:00-14:00頃運休）[110]。
- 6月5日
  - モスクワ地下鉄
    - （火災）ソコーリニチェスカヤ線オホートヌイ・リャート駅、ビブリオチェーカ・イーミニ・レーニナ駅間で高圧線から出火[111]。
- 6月6日
  - 西日本旅客鉄道
    - （事件）昨年の阪和線の信号トラブルで、関連会社の社員を偽計業務妨害で逮捕[112]。
- 6月20日
  - 西日本旅客鉄道
    - （災害・不通） 大糸線 南小谷駅 - 糸魚川駅 (35.3km) （平岩駅 - 小滝駅間での大雨による護岸壁崩壊のため）[113]

### 7月
- 7月6日
  - 北海道旅客鉄道
    - （火災） 15:45頃、函館本線 山崎駅 - 鷲ノ巣駅（現・鷲ノ巣信号場）間で、北斗14号が走行中に火災[114]。

  - モントリオール・メーン&アトランティック鉄道（英語版）
    - （脱線） カナダケベック州ラックメガンティックで原油輸送列車(73両編成)が停車中に約11km暴走し脱線・爆発炎上、33人が死亡。（ラック・メガンティック鉄道事故参照）
- 7月12日
  - フランス国鉄
    - （脱線） パリからリモージュへ向かうRER C線の列車がブレティニ・スール・オルジュの駅で脱線、6人が死亡[115]。（ブレティニ・スール・オルジュ駅脱線事故参照）
- 7月20日
  - 東日本旅客鉄道
    - （火災） 20:20頃、奥羽本線 (山形線) 北山形駅の信号機器室で火災が発生。山形駅 - 新庄駅間の運行本数が、通常の8割での運行。山形新幹線は、山形駅 - 新庄駅間が、終日運転見合わせとなる。[要出典]
    - （一時不通） 仙山線 作並駅 - 山形駅 (34.1km) （北山形駅信号機器室火災のため26日まで不通）[要出典]
    - （一時不通） 左沢線 山形駅 - 羽前山辺駅 (8.4km) （北山形駅信号機器室火災のため26日まで不通）[要出典]
- 7月23日
  - 東日本旅客鉄道
    - （災害・不通） 米坂線 羽前椿駅 - 小国駅 (28.2km) （大雨による土砂流出のため）[要出典]
- 7月24日
  - スペイン国鉄
    - （脱線） スペインのガリシア州サンティアゴ・デ・コンポステラでマドリード発フェロル行の高速列車が脱線、少なくとも80人が死亡、140人以上が怪我。（サンティアゴ・デ・コンポステーラ列車脱線事故参照）
- 7月28日
  - 北海道旅客鉄道
    - （災害・不通） 室蘭本線 長万部駅 - 苫小牧駅 (65.0km,支線含む) （大雨のため）[要出典]

  - 西日本旅客鉄道
    - （災害・不通） 山口線 宮野駅 - 益田駅 (78.4km) （大雨による線路及び路盤等流出のため）[116]
    - （災害・不通） 山陰本線 益田駅 - 長門市駅 (85.1km) （大雨のため）[116]
- 7月29日
  - スイス国鉄
    - （衝突） スイスのヴォー州グランジュ・プレ・マルノーで列車同士が正面衝突し、35人以上が負傷。（英語版参照）
- 7月30日
  - 北海道旅客鉄道
    - （不祥事）運転士が覚醒剤使用で逮捕[117]。

### 8月
- 8月1日
  - 西日本旅客鉄道
    - （災害・不通） 三江線 石見川本駅 - 浜原駅 (17.5km) （大雨による災害のため）[118]
- 8月4日
  - 西日本旅客鉄道
    - （運転再開） 山陰本線 奈古駅 - 長門市駅 (39.4km) （大雨のため7月28日から不通）[119]

  - 九州旅客鉄道
    - （運転再開） 豊肥本線 宮地駅 - 豊後竹田駅 (34.6km) （平成24年7月九州北部豪雨のため2012年7月14日から不通）[120][121]
- 8月5日
  - 西日本旅客鉄道
    - （運転再開） 山口線 宮野駅 - 地福駅 (28.4km) （大雨のため7月28日から不通）[119]
- 8月8日
  - 東日本旅客鉄道
    - （運転再開） 米坂線 羽前椿駅 - 小国駅 (28.2km) （大雨による土砂流出のため7月23日から不通）[122][123]
- 8月9日
  - 東日本旅客鉄道
    - （災害・不通） 花輪線 鹿角花輪駅 - 大館駅 (37.2km) （大雨による災害のため）[124]
- 8月12日
  - 西日本旅客鉄道
    - （運転再開） 三江線 石見川本駅 - 浜原駅 (17.5km) （大雨による災害のため8月1日から不通）[118]
- 8月15日
  - 西日本旅客鉄道
    - （運転再開） 大糸線 南小谷駅 - 糸魚川駅 （大雨による護岸壁崩壊のため6月20日から不通）[125][126]
- 8月17日
  - 北海道旅客鉄道・日本貨物鉄道
    - （事故・不通）北海道八雲町の函館本線八雲―山越間で貨物列車が脱線[127]
- 8月23日
  - 東海旅客鉄道
    - （不祥事） 東海道新幹線の運転士が業務用携帯電話を私用したとして中部運輸局に報告、関係者を減給などの処分[128]。
- 8月24日
  - 西日本旅客鉄道
    - （災害・不通） 三江線 三次駅 - 江津駅 (108.1km) （大雨災害による橋梁及び橋桁流出のため）[129]
- 8月31日
  - 東日本旅客鉄道
    - （災害・不通） 五能線 岩館駅 - 深浦駅 (37.8km) （大雨災害による盛土流出のため）[130]

  - 韓国鉄道公社
    - （事故） 韓国の大邱駅で韓国高速鉄道KTX-Iが京釜線ムグンファ号とKTX-Iと接触、脱線[131]。

### 9月
- 9月1日
  - 西日本旅客鉄道
    - （運転再開） 三江線 三次駅 - 浜原駅 (58.0km) （大雨災害による橋梁及び橋桁流出のため8月24日から不通）[132]
- 9月4日
  - 東日本旅客鉄道
    - （運転再開） 花輪線 鹿角花輪駅 - 大館駅 (37.2km) （大雨による災害のため8月9日から不通）[133]
- 9月7日
  - 北海道旅客鉄道
    - （不祥事）札幌運転所内でATSをハンマーで壊す不祥事[134]、2014年1月30日に元運転手を逮捕。
- 9月15日
  - 北海道旅客鉄道
    - （インシデント）千歳線 島松 - 北広島の下り線でスーパーとかち2号が運転を誤るトラブル[135]。
- 9月16日
  - 北海道旅客鉄道
    - （災害・不通） 根室本線(花咲線) 釧路駅 - 根室駅 (135.4km) （台風18号による被害のため）[136]

  - 北海道旅客鉄道
    - （災害・不通） 日高本線 静内駅 - 様似駅 (64.4km) （台風18号による被害のため）[136]

  - 東日本旅客鉄道
    - （災害・不通） 奥羽本線 八郎潟駅 - 東能代駅 (27.9km) （台風18号による被害のため）[137]

  - 東日本旅客鉄道
    - （災害・不通） 花輪線 好摩駅 - 大館駅 (106.9km) （台風18号による被害のため）[138]

  - 東日本旅客鉄道
    - （災害・不通） 男鹿線 追分駅 - 男鹿駅 (26.6km) （台風18号被害による盛土流出のため）[139]

  - IGRいわて銀河鉄道
    - （災害・不通） いわて銀河鉄道線 滝沢駅 - いわて沼宮内駅 (19.8km) （台風18号被害による盛土流出等のため）[137]

  - 東日本旅客鉄道
    - （災害・不通） 飯山線 戸狩野沢温泉駅 - 十日町駅 (47.8km) （台風18号被害による線路内点検のため）[140]

  - 東海旅客鉄道
    - （災害・不通） 飯田線 平岡駅 - 天竜峡駅 (22.4km) （台風18号被害による土砂流入のため）[141]

  - 大井川鐵道
    - （災害・不通） 井川線 千頭駅 - 井川駅 (25.5km) （台風18号被害による土砂崩れのため）[142]

  - 信楽高原鐵道
    - （災害・不通） 信楽線 貴生川駅 - 信楽駅 (14.7km) （台風18号被害による橋梁2本流出等のため）[143]

  - 京阪電気鉄道
    - （災害・不通） 京津線 御陵駅 - 浜大津駅 (7.5km) （台風18号被害による土砂及び道床流入のため）[144]

  - 嵯峨野観光鉄道
    - （災害・不通） 嵯峨野観光線 トロッコ嵯峨駅 - トロッコ亀岡駅 (7.3km) （台風18号による被害のため）[145]

  - 西日本旅客鉄道
    - （災害・不通） 小浜線 敦賀駅 - 東舞鶴駅 (84.3km) （台風18号被害による土砂流入等のため）[146]。同日中に敦賀駅 - 若狭高浜駅 (68.9km) が運転再開[147]。
- 9月17日
  - 東日本旅客鉄道
    - （事故・一時不通） 10:25頃、中央本線相模湖駅で、東京発大月駅行きの快速電車（10両編成）がホームに停車しようとしたところ、最後尾の車両が脱線し、停止した。乗客約100人は降車し、けが人なし。列車は一時運転を見合わせ、17:22頃に運転を再開した[148]。

  - 大井川鐵道
    - （運転再開） 井川線 千頭駅 - 接岨峡温泉駅 (15.5km) （台風18号被害による土砂崩れのため9月16日から不通）[142]
- 9月21日 - 9月28日
  - 北海道旅客鉄道
    - （特別監査）各線で線路異常を放置して、国土交通省から特別監査を受ける[149]調査の結果線路の異常を約270箇所もあることが判明[150]。
- 9月25日
  - 西日本旅客鉄道
    - （運転再開） 山陰本線 江津駅 - 浜田駅 (76.6km) （2013年8月大雨災害のため8月24日から不通）[151]
- 9月28日
  - 四国旅客鉄道
    - （不祥事）各線で91箇所の橋梁の補修の放置が判明、最大で23年も放置していた[152]。

### 10月
- 10月10日
  - 東海旅客鉄道
    - （運転再開） 飯田線 平岡駅 - 天竜峡駅 (22.4km) （台風18号被害のため9月16日から不通）[153]
- 10月16日
  - 東日本旅客鉄道
    - （災害・不通） 内房線 佐貫町駅 - 浜金谷駅 (13.3km) （台風26号災害のため）[154]
    - （災害・不通） 久留里線 木更津駅 - 上総亀山駅 (32.2km) （台風26号災害のため）[154]

  - 小湊鉄道
    - （災害・不通） 小湊鉄道線 里見駅 - 上総中野駅 (13.4km) （台風26号災害のため）[155]
- 10月18日
  - 東日本旅客鉄道
    - （運転再開） 久留里線 木更津駅 - 久留里駅 (22.6km) （台風26号災害のため10月16日から不通）[156]

  - 神戸市交通局
    - （送致）神戸市営地下鉄の大倉山駅で悪ふざけした画像をツイッターに投稿した問題で兵庫県警は少年6人を家裁送致をした[157]。
- 10月20日
  - 東日本旅客鉄道
    - （運転再開） 内房線 佐貫町駅 - 浜金谷駅 (13.3km) （台風26号災害のため10月16日から不通）[158]

  - 小湊鉄道
    - （運転再開） 小湊鉄道線 里見駅 - 養老渓谷駅 (9.2km) （台風26号災害のため10月16日から不通）[158]

### 11月
- 11月9日
  - 西日本旅客鉄道
    - （運転再開） 山陰本線 益田駅 - 須佐駅 (25.9km) （2013年7月大雨災害のため7月28日から不通）[159]
- 11月10日
  - 東海旅客鉄道
    - （運転見合わせ） 東海道新幹線 浜松駅 - 豊橋駅、東海道本線 浜松駅 - 舞阪駅（浜松工場内で不発弾処理）[160]
- 11月14日
  - 東日本旅客鉄道
    - （運転再開） 久留里線 久留里駅 - 上総亀山駅 (9.6km) （台風26号災害のため10月16日から不通）[161][162]
- 11月16日
  - 西日本旅客鉄道
    - （運転再開） 山口線 津和野駅 - 益田駅 (31.0km) （2013年7月大雨災害のため7月28日から不通）[159]

  - 京阪電気鉄道
    - （不祥事） 鉄道運転手が走行中に私用携帯電話を使用が発覚[163]。

  - 東日本旅客鉄道
    - （事件）岩手県内の東北本線で駅構内で寝そべってツイッター投稿[164]。
- 11月18日
  - 神戸電鉄
    - （送致）9月25日に普通三田行の電車に飛びついて乗車した少年を家裁送致[165]。
- 11月30日
  - 東日本旅客鉄道
    - （災害・不通） 陸羽西線 古口駅 - 清川駅 (14.1km) （高屋駅 - 清川駅間での土砂崩落のため）[166]

### 12月
- 12月1日
  - メトロノース鉄道
    - （事故） 米ニューヨーク市ブロンクス地区（スピュトン・ダイビル駅付近）でメトロノース鉄道ハドソン線の列車（8両編成）が脱線。4人が死亡、50人以上が負傷。（英語版記事）
- 12月28日
  - 東日本旅客鉄道
    - （運転再開） 陸羽西線 古口駅 - 清川駅 (14.1km) （高屋駅 - 清川駅間での土砂崩落のため11月30日から不通）[166]

  - 西日本旅客鉄道
    - （災害・不通） 木次線 出雲横田駅 - 備後落合駅 (29.6km) （大雪のため）[167]

  - いすみ鉄道
    - （事故・不通） いすみ線 大多喜駅 - 上総中野駅 (11.0km) （西畑駅 - 上総中野駅間での列車脱線事故のため）[168]
- 12月31日
  - いすみ鉄道
    - （運転再開） いすみ線 大多喜駅 - 総元駅 (6.4km) （西畑駅 - 上総中野駅間での列車脱線事故のため12月28日から不通）[168]

## 鉄道車両

### 運転開始・運転終了・さよなら運転

#### 2月
- 2月6日
  - 台湾鉄路管理局
    - （運転開始） TEMU2000型電車。プユマ号として運転開始。
- 2月8日
  - 東海旅客鉄道
    - （運転開始） 新幹線N700系1000番台（通称「N700A」（「A」は Advanced の略））[169]
- 2月15日
  - 広島電鉄
    - （運転開始）1000形[170]

#### 3月
- 3月1日
  - 千葉ニュータウン鉄道
    - （運転開始） 9200形電車[171]
- 3月3日
  - 名古屋鉄道
    - （さよなら運転） 6600系電車[172]
- 3月10日
  - 京阪電気鉄道
    - （定期運転終了） 京阪8000系30番台（旧3000系）[173]。
- 3月16日
  - 東日本旅客鉄道
    - （運転開始） 新幹線E6系電車（「スーパーこまち」に使用）
    - （運転開始） E233系電車（宇都宮線大宮駅以北）
    - （定期運転終了） 新幹線200系電車（上越新幹線・東北新幹線大宮駅以南）（新幹線は国鉄継承車が全廃、日本の新幹線車両が全車VVVF(CI)制御車になる）
    - （定期運転終了） 651系電車・E653系電車(常磐線特急列車はE657系電車に統一される。)

  - 東海旅客鉄道
    - （定期運転終了） 117系電車

  - 西日本旅客鉄道
    - （運転終了） 183系電車（381系電車、287系電車に置き換え）
- 3月21日
  - 近畿日本鉄道
    - （運転開始） 特急車両50000系「しまかぜ」[174][175]
- 3月24日
  - 肥薩おれんじ鉄道
    - （運転開始） 観光列車「おれんじ食堂」[176]
- 3月23日・24日・30日・31日
  - 京阪電気鉄道
    - （さよなら運転） 京阪8000系30番台（旧3000系）
- 3月31日
  - 福井鉄道
    - （運転開始） F1000形電車（愛称:FUKURAM）

#### 4月
- 4月3日
  - 三陸鉄道
    - （運転開始） 36-700形（南リアス線）[104]
- 4月14日
  - 東日本旅客鉄道
    - （さよなら運転） 新幹線200系電車[177]
- 4月27日 - 29日
  - しなの鉄道
    - （さよなら運転） 169系電車[178]。
- 4月28日
  - 流鉄
    - （さよなら運転） 2000形電車[179]。

#### 6月
- 6月15日
  - 東武鉄道
    - （運転開始）60000系電車（野田線）[180]
- 6月30日
  - 東日本旅客鉄道
    - （運転開始） E233系（埼京線）

#### 8月
- 8月25日
  - 阪堺電気軌道
    - （運転開始） 1001形（愛称:堺トラム）

#### 11月
- 11月28日
  - 阪急電鉄
    - （運転開始）1000系（神戸線系統）

#### 12月
- 12月20日
  - 東日本旅客鉄道　
    - （運転開始） 185系（ムーンライトながら）
- 12月25日
  - 阪急電鉄[181]
    - （運転開始） 1000系（宝塚線系統）

### 新系列・新形式
- 東日本旅客鉄道
  - 新幹線E6系電車
- 九州旅客鉄道
  - 77系客車
- 上信電鉄
  - 7000形電車
- 近畿日本鉄道
  - 50000系電車
- 三陸鉄道
  - 36-700形気動車[104]
- 千葉ニュータウン鉄道
  - 9200形電車[171]
- 福井鉄道
  - F1000形電車
- 東武鉄道
  - 60000系電車
- 阪急電鉄
  - 1000系電車

### 譲渡形式
- 秩父鉄道 ← 東京急行電鉄
  - 7800系電車[182]
- えちぜん鉄道 ← 東海旅客鉄道
  - MC7000形電車

### 消滅形式
- 名古屋鉄道
  - 6600系電車
- 東日本旅客鉄道
  - 新幹線200系電車
- 東海旅客鉄道
  - 119系電車
- 西日本旅客鉄道
  - 183系電車
- 九州旅客鉄道
  - キハ65形

### 受賞
- 第56回ブルーリボン賞 - 東京地下鉄1000系電車
- 第53回ローレル賞 - 該当車両なし
- グッドデザイン賞 - efWING台車（川崎重工業車両カンパニー）

## その他
- 日本においては、前年に引き続いて新規の鉄道路線開業のない年となった（災害復旧・事業者変更を除く）。2年以上にわたって新規の路線開業がないのは日本の鉄道史上初のことである[要出典]。
- 4月9日
  - 東日本旅客鉄道
    - 東日本大震災および福島第一原子力発電所事故の影響で不通になっている常磐線のうち、広野駅 - 富岡駅間を津波対策を施したうえで現行路線で復旧する方向で検討していることを富岡町などが発表[183]。
- 4月19日
  - 東日本旅客鉄道
    - 東日本大震災および福島第一原子力発電所事故の影響で不通になっている常磐線のうち福島県南相馬市内の小高駅 - 原ノ町駅間について、同地域に設定されている避難指示解除準備区域の解除後に復旧させる方針を発表[184]。